# Challenger of Santa Clarita 2006
Il Challenger of Santa Clarita 2006 è stato un torneo di tennis facente parte della categoria ATP Challenger Series nell'ambito dell'ATP Challenger Series 2006. Il torneo si è giocato a Valencia negli Stati Uniti dal 10 al 16 aprile 2006 su campi in cemento.

## Vincitori

### Singolare
Frédéric Niemeyer ha battuto in finale  Benjamin Becker con il punteggio di 4–6, 6–3, 6–2

### Doppio
John-Paul Fruttero /  Sam Warburg hanno battuto in finale  Rik De Voest /  Glenn Weiner con il punteggio di 7–5, 6–3